# Karl 6. af Frankrig
Karl 6. (fransk: Charles VI; født 3. december 1368, død 21. oktober 1422 med tilnavnet Karl den Gale (fransk: Charles le Fol eller le Fou) var konge af Frankrig fra 1380 til 1422. 

## Tidlige liv
Han blev født i Paris som søn af kong Karl 5. og Johanne af Bourbon. Elleve år gammel blev han kronet som konge i katedralen i Reims. Han giftede sig med Isabeau af Bayern i 1385. Indtil han i 1388 var i stand til fuldt ud at påtage sig ansvaret som konge, blev Frankrig regeret af hans farbror, Filip den Dristige.
Karl var først kendt som le bienaimé (den elskede), men efter at han blev ramt af en psykose fik han tilnavnet le Fol eller le Fou (den gale). Sygdommen kom til at plage ham resten af livet. På grund af de symptomer, der beskrives i kilderne, har moderne læger beskrevet hans lidelse som enten skizofreni, porfyri eller bipolær affektiv sindslidelse.[kilde mangler]

## Kongen bliver gal
Det første kendte anfald fandt sted i 1392, da kongens ven og rådgiver, Olivier de Clisson, blev udsat for mordforsøg. Karl var fast besluttet på at straffe den skyldige, Pierre de Craon, som havde søgt tilflugt i Bretagne. Samtidige kilder beretter, at Karl var som i en rus for at påbegynde felttoget og samtidigt virkede usammenhængende i sin tale. Karl drog af sted med en hær 1. juli 1392, men blev nærmest drevet ud i vanvid af utålmodighed over dens langsommelige fremskridt.[kilde mangler]
Kongen blev plaget af perioder med mentale forstyrrelser gennem resten af livet; under et anfald i 1393 kunne han fx ikke huske sit eget navn, vidste ikke, at han var konge og flygtede i rædsel for sin egen dronning. Han kunne ikke genkende sine børn, men sin bror og sine rådgivere huskede han navnene på, lige som personer, som var døde. Under senere anfald strejfede han om i paladset, mens han hylede som en ulv, nægtede at gå i bad i flere måneder og led af tvangstanker om, at han var lavet af glas.[kilde mangler]
Kongens mentale tilstand betød, at regeringsmagten var overladt til hans embedsmænd og var derfor stærkt afhængig af deres loyalitet; kongen kunne bl.a. ikke længere anføre hæren i krig og Charles d'Albret, le Connétable de France, stod fx i spidsen for hæren ved Agincourt.

## Forholdet til England
Karl 6.'s regeringstid blev præget af gentagne krige mod England i det, der senere blev kendt som Hundredårskrigen. Der blev gjort et forsøg på at indgå en fred allerede i 1396, da den endnu ikke syv år gamle prinsesse Isabella af Valois blev gift med den 29-årige Richard 2. af England.
Freden i Frankrig holdt ikke, og fejden mellem kongefamilien og den burgundiske fyrsteslægt kastede igen landet ud i anarki og kaos. I 1415 besluttede Englands konge Henrik 5. at udnytte det og invaderede Nordfrankrig; dette felttog blev afgjort i slaget ved Agincourt, hvor den franske hær led et afgørende nederlag til de talmæssigt underlegne engelske styrker. I 1420 måtte Karl stærkt mærket af sygdom underskrive fredsaftalen i Troyes, hvor Henrik 5. blev anerkendt som Karl 6.'s arving. Hans egen søn blev erklæret illegitim og hans datter, Katarina af Valois, blev forlovet med Henrik.
Der var tvivl om dauphinen Karls legitimitet, idet hans mor var berygtet for sine affærer, mens hendes mand var sindssyg. Desuden blev Karl anset som svag og vaklende. Det skabte konflikter med hans mor og hans søn Ludvig. Senere mente mange franskmænd som Jeanne d’Arc, at kongen kun havde indgået den katastrofale aftale pga. sin sygdom, og at aftalen ikke kunne regnes som bindende.[kilde mangler]

## Død og arvefølge
Karl 6. døde i 1422 i Paris og blev begravet sammen med sin dronning i Klosterkirken Saint-Denis; han blev fulgt af sin søn Karl 7. Henrik 5. var på det tidspunkt optaget af Rosekrigene hjemme i England. 